# Vere Gordon Childe
Vere Gordon Childe (Sydney, 14 aprile 1892 – Blackheath, 19 ottobre 1957) è stato un archeologo australiano, che lavorò per la maggior parte della sua vita in Gran Bretagna. Conosciuto per lo scavo del sito neolitico meglio conservato d'Europa, quello di Skara Brae, nelle Isole Orcadi, egli è noto soprattutto per le sue grandi sintesi sulla preistoria europea. Fu il primo ad introdurre i concetti di "cultura archeologica", di "rivoluzione neolitica" e di "rivoluzione urbana". È ritenuto il padre della moderna paletnologia ed ha il merito di aver portato lo studio della Preistoria da semplice studio antiquario a vera e propria scienza storica.

## Biografia

### Gli anni giovanili e la carriera politica (1892-1922)

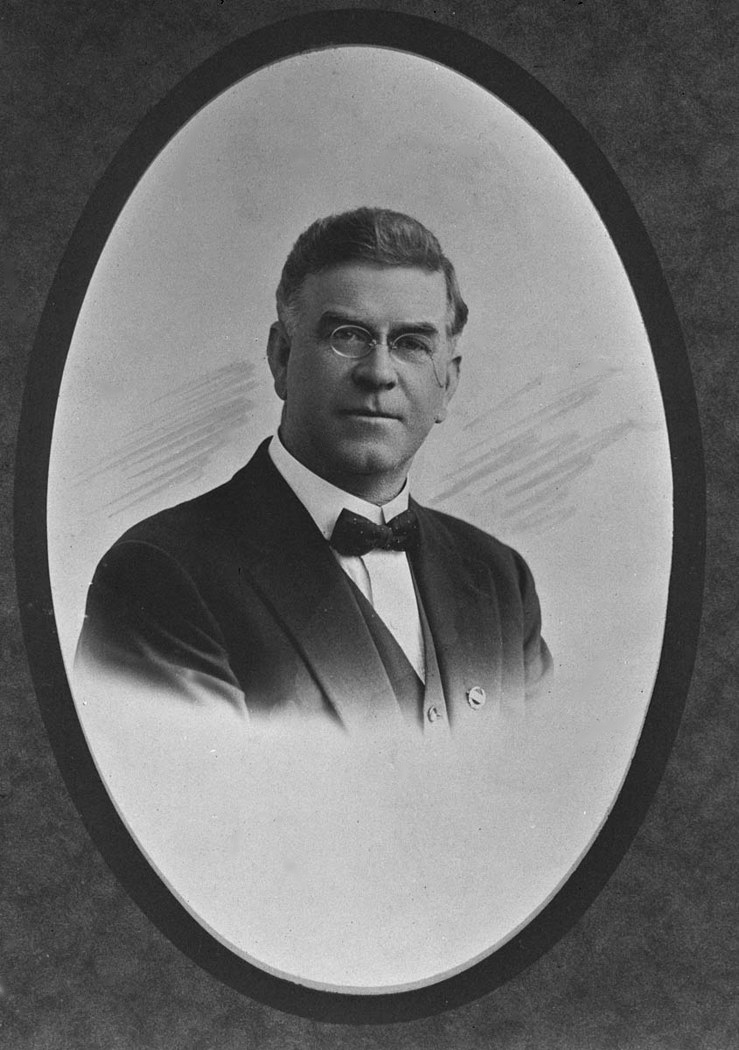
John Storey (1869-1921) assunse Childe come segretario personale

Childe nacque nel 1892 a Leura, un piccolo borgo a circa sei miglia da Sydney. Il padre, un pastore protestante, gli impartì una severa educazione, che instillò nel giovane Childe il disprezzo per ogni forma di plagio intellettuale. Educato in parte privatamente entro le mura domestiche ed in parte presso scuole pubbliche, si laureò presso l'università di Sydney nel 1914 con lode in Latino, Greco e filosofia. Vincitore di una borsa di studio, nello stesso anno si recò in Gran Bretagna per frequentare il The Queen's College dell'Università di Oxford. Qui ricevette le prime lezioni di archeologia, tra gli altri, da Arthur Evans, scopritore di Cnosso, ed entrò a far parte della Fabian Society, un'organizzazione di matrice socialista particolarmente impopolare tra gli studenti per le sue idee pacifiste (è il caso di ricordare che tra i suoi membri vi erano anche gli scrittori George Bernard Shaw ed Herbert George Wells). Ritornato in Australia nel 1917, entra a far parte della Unione Australiana di Controllo Democratico, organizzazione vicina al Partito Laburista Australiano, radicale, pacifista e contraria alla coscrizione obbligatoria, da poco reintrodotta nel paese in concomitanza con lo scoppio della Prima guerra mondiale.
I membri di questa organizzazione, Childe incluso, saranno tenuti sotto stretta sorveglianza dai servizi segreti australiani e boicottati in diverse occasioni: Childe perderà uno dopo l'altro i lavori che riuscirà a trovare presso l'università e presso le scuole, prima a Sydney, poi a Brisbane, nel Queensland, riducendosi infine ad occupare un posto di usciere presso il Parlamento. Sarà riscattato da John Storey, leader del Partito Laburista e, dal 1920 al 1922, Primo Ministro del Nuovo Galles del Sud. Storey assumerà Childe come proprio segretario personale, mettendolo così al centro di un microcosmo politico fortemente mobile, che Childe ha modo di studiare dall'interno. Nel 1922, Childe viene inviato a Londra a scopi propagandistici, e mentre vi si trova gli giunge la notizia della sconfitta elettorale del proprio schieramento e della morte improvvisa di Storey; decide di non far ritorno in patria, decisione che pone bruscamente fine alla sua carriera politica. Frutto di questi anni di impegno civile sarà il suo primo libro, How Labour Governs. A Study of Workers' Representation in Australia (1923).

### Gli anni come professore di archeologia ad Edimburgo (1927-1946)
Rimasto a vivere a Londra, Childe si guadagna da vivere facendo traduzioni ed altri lavori temporanei. I suoi interessi di ricerca archeologica non si affievoliscono e, nel 1925, pubblica la prima edizione del suo libro più importante, The Dawn of European Civilisation; il libro avrà altre sei edizioni durante l'attività dello studioso e, nel 1927, gli frutta la nomina ad Abercromby Professor of Archaeology presso l'Università di Edimburgo. Childe entra così a far parte della ristretta cerchia di archeologi anglosassoni al lavoro presso istituzioni pubbliche quali università (Kathleen Kenyon) o musei (Mortimer Wheeler). I suoi interessi si concentrano subito sull'origine della cultura europea, in particolare sull'individuazione archeologica del popolo degli Indoeuropei. A questo scopo, tra il 1927 ed il 1928 intraprende un viaggio nei Balcani, durante il quale visita musei e siti archeologici, incontra e parla con i colleghi archeologi, legge rapporti di scavo e riviste di settore e redige diari e schizzi, aiutato in tutto questo da una straordinaria energia, da una memoria fotografica non comune e da una estrema facilità nell'imparare le lingue. I dati raccolti in questo viaggio confluiranno nel libro The Danube in Prehistory (1929).

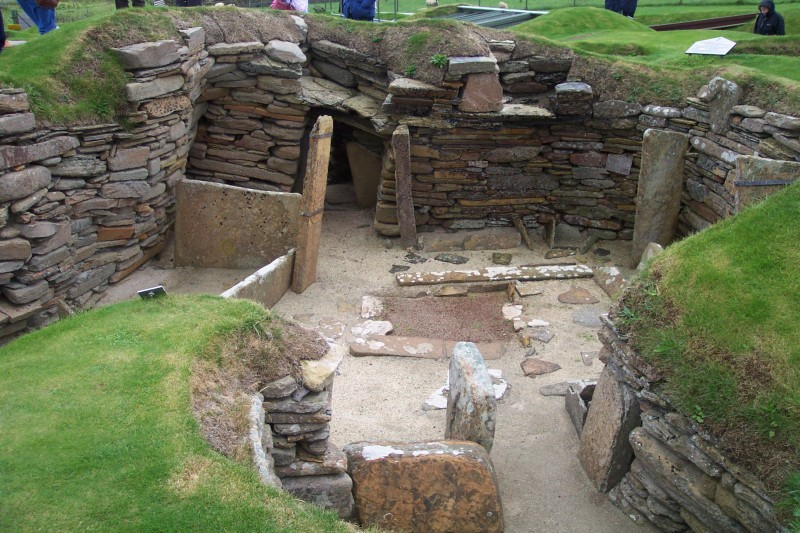
Gli scavi di Skara Brae, iniziati da Childe nel 1928

Gli scavi di Skara Brae iniziarono nel 1928 quando egli fu chiamato a dirigere i lavori avviati in seguito ai danni apportati al sito da una tempesta che nel 1924 aveva seriamente danneggiato una delle abitazioni dell'insediamento.
Nel 1927 Childe pubblicò uno dei suoi libri più discussi, The Aryans. In esso, egli si avvicinava alle teorie diffusioniste proposte dall'archeologo tedesco Gustaf Kossinna ed assumeva posizioni ambigue riguardo al concetto di "razza". Quando, nel 1933, Adolf Hitler prenderà il potere in Germania e Kossinna diventerà l'archeologo di riferimento del Nazionalsocialismo, Childe disconoscerà la propria opera, contrapponendo al concetto di "razza" quelli di "cultura" e di "popolo". Inoltre, egli si adopererà sia in teoria che in pratica per avversare il regime: in teoria, con una serie di pungenti articoli e con diversi libri, tra cui New Light on the Most Ancient East (1934) e Man Makes Himself (1936), nei quali demolisce i fondamenti archeologici della supposta superiorità razziale tedesca; in pratica, aiutando nell'espatrio gli archeologi e gli studiosi avversi al regime. Del 1942 è una delle sue opere più lette e forse, come ha fatto notare David R. Harris, il libro a tematica archeologica più venduto di sempre: What Happened in History, nel quale Childe profuse molte energie. Il libro ha lo scopo di dimostrare che i dati storici possono con uguale precisione essere estratti dai materiali archeologici e che, di conseguenza, non c'è nulla che divida la preistoria dalla storia, permettendo così anche alla preistoria di fornire informazioni storiche affidabili quanto i testi scritti della storia comunemente intesa.

### Gli anni a Londra ed il ritorno in Australia (1946-1957)

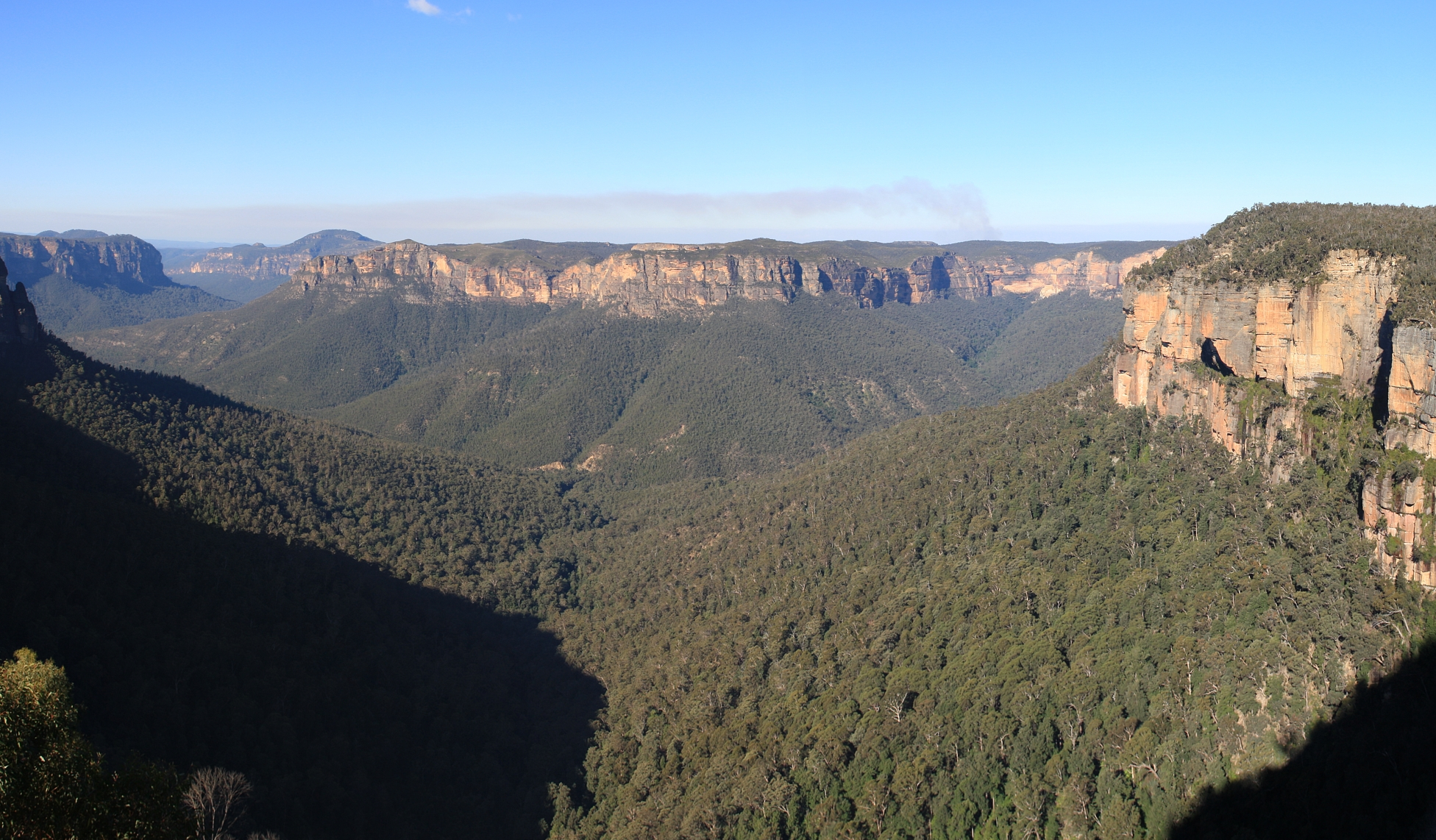
La Grose Valley, vista da Govett's Leap, località dove Childe pose fine alla sua vita

Dopo aver lasciato Edimburgo, nel 1946 Childe verrà nominato direttore dell'Institute of Archaeology presso lo University College London. Nei dieci anni in cui fu a capo dell'istituzione, Childe ritornò sulle proprie teorie riaggiornandole. Sono di questi anni la seconda edizione di New Light on the Most Ancient East (1954) e la sesta edizione di The Dawn of European Civilization (1956). Nel 1955 uscirà il suo libro di teoria archeologica che Salvatore Puglisi indicò come il "testamento spirituale" di Childe: Piecing Together the Past. Nel 1956 Childe si dimise da direttore dell'istituto e ritornò in Australia, dove si dedicò a riallacciare i rapporti con i vecchi amici ed a fare lunghe passeggiate sulle Blue Mountains. Proprio qui, il 19 ottobre del 1957, venne trovato morto ai piedi della Govett's Leap, una parete alta oltre trecento metri. Per anni fu difficile capire se si fosse trattato di un incidente oppure di suicidio; la questione venne chiarita quando, nel 1980, l'allora direttore della rivista Antiquity, Glyn Daniel, pubblicò una lunga lettera di Childe a W.F. Grimes, suo successore presso l'Institute of Archaeology, nella quale spiegava i motivi che lo avevano indotto a togliersi la vita.
Il suo ultimo libro, The Prehistory of European Society, ultima grande sintesi della preistoria europea, uscirà postumo nel 1958.

## Teoria e metodo
(Vere Gordon Childe)
Seppure molto criticato dagli studiosi venuti dopo di lui, che non hanno esitato ad etichettare il suo pensiero come diffusionista o storico-culturale, Childe è stato indubbiamente precursore di molte teorie archeologiche della seconda metà del Novecento. La sua agilità mentale e la sua ampia erudizione gli permisero di ricevere influenze molteplici, sicché è impossibile, oggi, inquadrare in una definizione assoluta il pensiero di questo studioso. Indubbiamente, in Childe sono presenti componenti diffusioniste, ereditate in parte da Gustaf Kossinna ed in parte da altri autori inglesi a lui precedenti (Elliot Smith, Perry), così come componenti storico-culturali, che egli seppe però rielaborare e fare proprie fino a superarle del tutto. Molto importante, nella teoria di Childe, il pensiero marxista, che lo porterà ad avvicinarsi agli archeologi dell'Unione Sovietica. Oggi molte delle sue ricostruzioni e delle sue teorie sono superate, soprattutto per l'apporto di nuovi dati derivanti dagli scavi e per lo sviluppo del metodo di datazione radiocarbonica; tuttavia, ciò che ancora resta valido è il suo metodo ed i suoi "concetti interpretativi" (interpretative concepts, come lui stesso li definisce nella sua retrospettiva).

### Il concetto di "cultura" in archeologia
I contributi principali di Childe alla ricerca preistorica sono stati:
- la visione della disciplina come parte integrante delle scienze storiche, perché studia la trasformazione delle società umane e vuole inquadrare i dati delle ricerche all'interno di schemi ricostruttivi delle culture antiche;
- l'assunzione di categorie economiche riprese dalle teorie marxiane, che cercano di individuare i mezzi e i rapporti di produzione alla base delle trasformazioni delle società preistoriche.

## Opere
- How Labour Governs. A Study of Worker's Representation in Australia (1923)
- The Dawn of European Civilization (1925, sei edizioni)
- The Aryans (1926)
- The Most Ancient East (1928)
- The Danube in Prehistory (1929)
- The Bronze Age (1930)
- Skara Brae. A Pictish Village in Orkneys (1931)
- New Light on the Most Ancient East (1934)
- Man Makes Himself (1936)
- What Happened in History (1942)
- Progress in Archaeology (1944)
- Scotland Before the Scots (1946)
- Archaeology and Anthropology (1946)
- History (1947)
- Social Worlds of Knowledge (1949)
- Magic, Craftmanship and Science (1950)
- Social Evolution (1951)
- Society and Knowledge (1953)
- Piecing Together the Past (1955)
- Prehistory of European Society (1958, postumo)